# Escape (klawisz)
Escape (Esc, ang. dosł. „ucieczka, uciekać”) – klawisz na klawiaturze komputerowej PC znajdujący się standardowo w jej lewym górnym rogu. Zgodnie z ISO 9995 jego symbol, rzadko stosowany, to okrąg ze strzałką (U+238B, ⎋). W graficznych interfejsach użytkownika służy zwykle do anulowania lub zatrzymania bieżącego zadania.

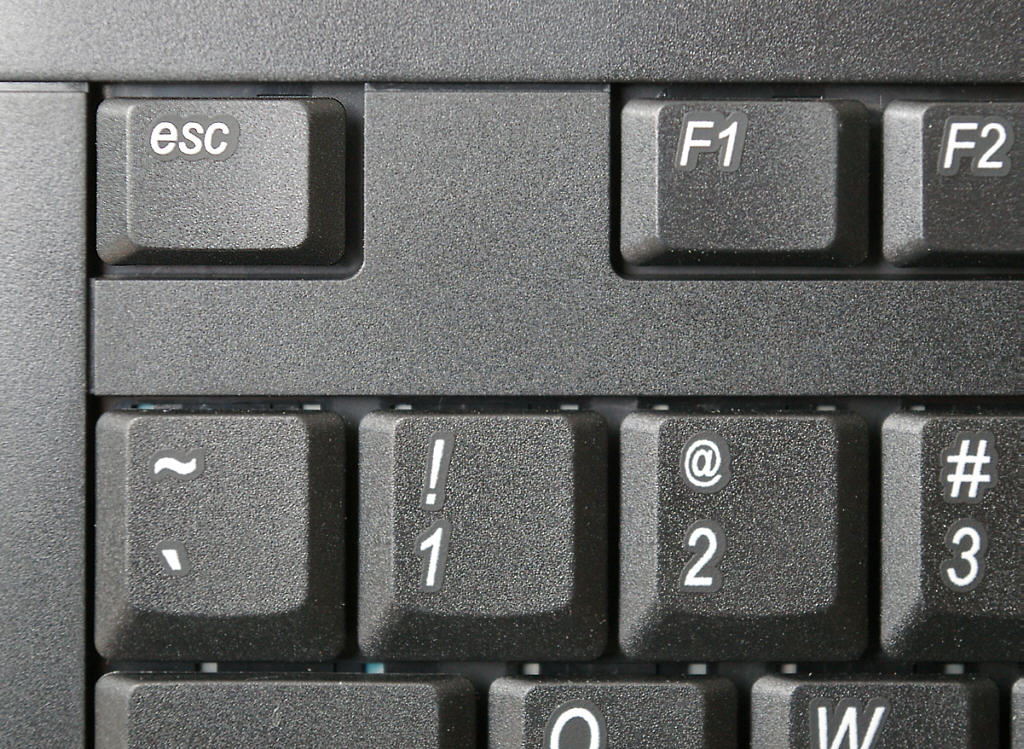
Klawisz Escape

Podstawową funkcją Esc jest wysłanie znaku sterującego „Escape” o dziesiętnym kodzie 27 w standardzie ASCII. Znak ten pełni zwykle rolę znaku modyfikacji dla następujących po nim znaku lub znaków tworząc tzw. sekwencje sterowania lub sekwencje sterujące. Są one rozwinięciem pojedynczych znaków sterujących, w których znak „Escape” służy wskazaniu jej początku (długość sekwencji nie jest ograniczona, choć zwykle nie przekracza łącznie dwóch-trzech znaków). Historycznie kody i sekwencje sterujące służyły do obsługi dalekopisów, a potem terminali komputerowych. Współcześnie sterują wierszem poleceń (np. w tekstowej powłoce systemowej) nazywanym również „terminalem” lub „konsolą”. Przykładami są sekwencje sterowania  ruchami kursorem (niegdyś: głowicą drukarki), formatowanie tekstu itp.. 
W wielu systemach operacyjnych (np. Microsoft Windows) jest używany jako skrót klawiaturowy działania powiązanego z przyciskami „Anuluj”, „Nie”, „Wyjdź”, „Zatrzymaj”, czy „Przerwij” w oknach dialogowych oraz zamknięcia otwartego menu (lub jednego poziomu w wielopoziomowym). W systemie Windows firmy Microsoft połączeniu z innymi klawiszami tworzy więcej skrótów np. Ctrl+Esc to otwarcie Menu Start, a Ctrl+⇧ Shift+Esc powoduje otwarcie Menedżera zadań. 
Naciśnięcie Esc w popularnych przeglądarkach internetowych np. Internet Explorer, Opera czy Mozilla Firefox zatrzymuje pobieranie strony. Ten klawisz, często w połączeniu z innymi, jest używany również w wielu innych programach np. Total Commander (⇧ Shift+Esc – minimalizacja programu), W edytorze tekstu Emacs i w programach o wzorowanym na nim interfejsie użytkownika Esc może być użyty zamiast klawisza Meta lub Alt do wydania polecenia. Zaś w edytorze tekstu gVim (Vim) służy do powrotu do trybu Normalnego.
Na klawiaturach z klawiszem Fn (najczęściej w notebookach np. HP) jest używany w połączeniu z nim jako skrót klawiaturowy.
W większości gier komputerowych klawisz Esc jest używany jako przycisk pauzy albo jako sposób, aby wywołać menu w grze, zazwyczaj zawierające opcję wyjścia z programu.
Klawisz Esc jest również używany w urządzeniach innych niż komputer np. konwerterach instalacji oświetleniowych do wywołania testu wyświetlacza oraz diody kontrolnej; kamerach przemysłowych itd. do wyjścia z menu lub powrotu poziom wyżej.